# Енкаустика
Енкаустика је стара техника сликања уз употребу боје која се меша са растопљеним воском. Раствор боје и воска се слику наноси у топлом стању. Једна је од најстаријих сликарских техника и још увек се не знају сви детаљи поступак сликања, јер је у употреби савремених уметника врло ретко, и то у модификованом облику.

## Историја и главне карактеристике
Воштане боје су се употребљавале у старом Египту у Грчкој и у Риму а Грци су употребљавали восак не само за уметничке слике већ су њиме импрегнирали зидове, скулптуре и бродове.
Од Грка су ову технику преузели Римљани. Римске енкаустике су откривене у затрпаним градовима у Помпеји и Хераклеуму у ентеријерима њихових објеката. У средњовековном сликарству је ова техника била заборављена. Нагађа се какав је могао бити поступак. Слична је уљаној техници, али разликује се по томе што боје нису састављане од уља и не мешају се са ланеним уљем или терпентином, и не полажу се на платнену подлогу четкицом, него се, везане воском, постављају металним штапићем на дрвену подлогу, на мермерну или плочицу од слоноваче. Након сликања вероватно је уметник охлађени восак поновно загревао усијаним гвожђем да би спојио површине различитих боја. Енкаустика је необична техника. У Ал Фајуму, у доњем Египту, било је врло популарно да се поставља портрет покојника на гробовима. Приказан је један пример од тих портрета. Видљива је изврсна очуваност боја, а слика је стара 1800 година. Те боје су необично отпорне. Некада су биле коришћене и за сликање Богородице са Исусом Христом - дететом у раном Византијском добу. Након тога почиње да се користи темпера. Касније, када су вршена археолошка ископавања зидних слика у Помпеји и Риму и откривања Фајумских портрета у Египту почео је поново да се рађа велики интерес за енкаустику и то у 18. веку. У савременом сликарству се повећава интерес за ову технику и она се налази у центру пажње многих уметника у свету због своје сталности и колорита као и изражајности.

## Техника енкаустике
За енкаустику се употребљава восак који производе пчеле у кошницама. Најпре се кува више пута да би се ослободио непотребних састојака и нечистоћа (које падају на дно посуде). Чврстоћа воска није велика, може се запарати ноктом, а најчвршћи је египатски. Како је восак релативно чврст он се мора превести у размазиво стање. Може се сликати на свакој подлози која је чврста и сува. Подлога се препарира воском. Да би се боје очувале температура воска се мора регулисати а мора се загрејевати и подлога. У енкаустици је могуће добро кориговање слика јер се восак може поново загревати и дорађивати. Овако настала енкаустика има мат-карактер и може се углачати трљањем (платном) до сјаја.
Ово је старински начин сликања чији су се трагови изгубили у детаљима. У 6. веку је изгубљена свака традиција рада у овој техници.
Ово је компликовани начин и може се са воском радити и на хладни начин. Ово се постиже путем растварача. Восак се разреди терпентином, да постане пихтијаст, меша се са бојама-пигментима и ставља у конзерве. Том масом се слика, а слика није осушена све док терпентин не изветри, а у зиду остану само пигмент и восак. Овако добијена слика се глача комадом згужваног платна да би се постигао сјај. За овај поступак зид се препарира раствором воска, смоле и терпентина.